# Novamente
Novamente est une société californienne fondée en 2001 par Ben Goertzel.
Comptant une vingtaine d’employée, elle poursuit des recherches dans le domaine des AGI (Artificial General Intelligence) essentiellement dans le domaine du jeu vidéo. Elle a aussi d’autres branches, notamment dans le domaine médical via Biomind.